# 巴宰語代詞
巴宰語的代詞（Pazeh pronoun）分為人稱代詞、反身代詞、物主代詞、指示代詞和疑問代詞等類，起到代替名詞短語的作用。巴宰語代詞本身會依格位之不同而進行变格運作，故而使用代詞時需要考慮到所指人的人稱、格位、單複數等條件。

## 人稱代詞
巴宰語人稱代詞分「附著格式」（bound）、「一般格式」（free/非未來式），及「未來式」（future）與「作格」（虛擬陳述式）等類。而代詞附著格式前用连字号（-）註記。且人稱代詞也兼具有格位標記之功能。台灣南島語除鄒語（主格附著）及巴宰語、噶哈巫語等之外，絕大多數無第3人稱（單複數）主格附著格式。而巴宰語人稱代詞有走向類如漢語人稱代詞較簡化的趨向；以中性格代替各式格位，如此形成較無法以人稱代詞來標示格位的功能。比如在"單數人稱代詞"方面以中性格/yaku/來替代屬格/naki/的現象；或主格/aku/以中性格/yaku/來代替表達。"複數人稱代詞"方面則有以中性格/yami（ita）/來替代屬格/niam（nita）/的現象。

### 附著與一般格式
巴宰語人稱代詞不分性別。"字母（K）"表示"四庄噶哈巫語"，"字母（A）"表示"愛蘭巴宰語"。而代詞附著格式前用连字号（-）註記；有時附著格式可獨立使用。表內詞語加上"角括號"（angle bracket）表示推測或可存在的語詞。第3人稱的"近/遠/無"各指為：近（視界內的近/on view/visible/here）、遠（視界內的遠/on view/visible/there）、無（視界外的很遠/out of view/invisible/very far away），比如:複數中性格代詞（yasia）表視界外的"他們"或"那些"。表中的"中性格"除了方位格外，可當主格、屬格、斜格(受格/賓語)；即中性格除了方位格外，沒有格位區分；類同於賽德克語人稱代詞中性格的用法。
| 〈巴宰語人稱代詞〉表（I） |           |              |                      |                      |                            |              |              |                      |                      |                            |
| 單複數                    | 單複數    | 單數         | 單數                 | 單數                 | 單數                       | 複數         | 複數         | 複數                 | 複數                 | 複數                       |
| 詞形                      | 詞形      | （附著）格式 | 一般格式（非疑問式） | 一般格式（非疑問式） | 一般格式（非疑問式）       | （附著）格式 | （附著）格式 | 一般格式（非疑問式） | 一般格式（非疑問式） | 一般格式（非疑問式）       |
| 人稱/變格                 | 人稱/變格 | 主格         | 中性格               | 屬格                 | 方位格                     | 主格         | 主格         | 中性格               | 屬格                 | 方位格                     |
| 第1人稱                   | 第1人稱   | -aku         | yaku                 | naki                 | yakuan（K/A） yakunan（A） | 包含式       | -ta          | ita                  | nita                 | itaan                      |
| 第1人稱                   | 第1人稱   | -aku         | yaku                 | naki                 | yakuan（K/A） yakunan（A） | 排除式       | -ami         | yami                 | niam                 | yamian（K/A）/yaminan（A） |
| 第2人稱                   | 第2人稱   | -siw         | isiw                 | nisiw                | isiwan                     | -mu          | -mu          | imu                  | nimu                 | imuan（K/A）/imunan（A）   |
| 第3人稱                   | 近        | -mini        | imini                | nimini               | iminian                    | <-amini>     | <-amini>     | yamini               | <namini>             | <yaminian>                 |
| 第3人稱                   | 遠        | -misiw       | imisiw               | nimisiw              | imisiwan                   | -amisiw      | -amisiw      | yamisiw              | namisiw              | yamisiwan                  |
| 第3人稱                   | 無        | -sia         | isia                 | nisia                | isiaan                     | -asia        | -asia        | yasia                | nasia                | <yasian>                   |

### 疑問式與奪格
疑問式人稱代詞（pai-）一般只作疑問句的主語；故疑問式只用主格，這些疑問句表示未知、不確定，或尚未實現的（過去/未來）事件。而奪格（離格）人稱代詞（lay-）的應用，一則作不及物謂語的主語；二則表述非事實、或非實存（或"假設性/期望性/（未來）可能持續性/未來將可能會發生"）的虛擬陳述狀態（virtual status），如：D-a-udu-ay layta.（咱們將要談<古老的故事>/（d-a-udu-ay）的中綴（-a-）表示動作行為的初發端）；而奪格一般用主格格式。疑問式及奪格人稱代詞一般均置於句尾、依語式語態亦可置於句中或句首。疑問式語式（pai-）只用於疑問句；而奪格語式（lay-）用在疑問句及（虛擬）陳述句均可。且奪格語式（lay-/lai-/hay-/hai-）亦可前置於"屬格代詞"（如<naki>或<nisiw>等）或"方位格代詞"（如<di imisiw-an>等）作一虛擬陳述表示。
| 〈巴宰語人稱代詞〉表（II） |           |           |          |          |            |            |           |
| 單複數                     | 單複數    | 單複數    | 單數     | 單數     | 複數       | 複數       | 複數      |
| 疑問/奪格                  | 疑問/奪格 | 疑問/奪格 | 疑問式   | 奪格     | 疑問式     | 疑問式     | 奪格      |
| 第1人稱                    | 第1人稱   | 第1人稱   | paiaku   | layaku   | 包含性     | paita      | layta     |
| 第1人稱                    | 第1人稱   | 第1人稱   | paiaku   | layaku   | 排除性     | paiami     | layami    |
| 第2人稱                    | 第2人稱   | 第2人稱   | paisiw   | laysiw   | paimu      | paimu      | laymu     |
| 第3人稱                    | 第3人稱   | 近        | paimini  | laymini  | <paiamini> | <paiamini> | layamini  |
| 第3人稱                    | 第3人稱   | 遠        | paimisiw | laymisiw | paiamisiw  | paiamisiw  | layamisiw |
| 第3人稱                    | 第3人稱   | 無        | paisia   | laysia   | paiasia    | paiasia    | layasia   |

## 反身代詞
反身代詞（reflexive pronoun）指此種代詞、能表示由主體發出的行為再返回主體自身（通常出發之主體及目的都是自身），亦歸屬於人稱代詞之一類。而巴宰語反身代名詞如：/talima/（自身的/自己的/oneself,alone）亦有所有格的成分，可表達出反身代詞、所有格及單純名詞（表示自身）之功能。如：Pinarisan talima rakihan meken riak, makuris iteken.（自己生的孩子吃的好，卻又瘦又矮）。taatalima（只有一個/人/）。talima a saw.（親戚/taatalima saw）。muki-talima（真自由自在/自由）。

## 物主代詞
物主代詞（possessive pronoun）類同於英語的/mine/（我的）,/yours/（你的）,/his/（他的）,/hers/（她的）,/its/（它的/較少見）,/ours/（我們的）及/theirs/（他們的），可以以屬格或所有格的架構表示人稱所有人之"物或人"的單複數集合代表。巴宰語的物主代詞單複數同於屬格的單複數。而應用上巴宰語的第3人稱單複數均可用作物主代詞或指示代詞的替代用法。
- 使用第3人稱附著格式及中性格式形成物主代詞或指示代詞。Mu-ribirip yaku （ki） saw-misiw.（那人看不起我/（saw-misiw）可用（saw a nimisiw）代替）。Ana mu-ribirip akihan a imisiw kuah a ina aba.（別欺負沒父母的孩子/（akihan a imisiw）可用（akihan a nimisiw）替代）。

## 指示代詞
巴宰語指示代詞（demonstrative）有近、遠、看得見的（或快到了的）遠，及看不見的（或沒這麼快到的）遠等之分。表內詞語加上"角括號"表示推測應存在的語詞。指示代詞亦有疑問式的表示式。
| （1）.〖指示代詞形態及語義說明〗 - 主格/賓格：指"物/人"一般之遠近，亦可表示時間之遠近。Isia ka kuang a rezaw-siw.（那個時候他"很忙"<沒有空閒>）。Isia lia ka ini mi-kita lia ka Atun.（那時候她瞧不起Atun）。 - 疑問式主格：指"物/人"（疑問）之遠近。Asay pai-mini lia?（這是什麼?/Asay pai-mini?）。Kita laiki saw ka, "asay pai-misiw?"（當村里的人看到他時，他們問道"那是什麼?"）。 - 領屬格：指領屬之遠近，領屬格一般用在<PF>之句式。 - 處所格（I）：指一般的處所。 - 處所格（II）：表示"存在的方位（locative existential），一說為存在動詞的轉化。使用處所格（II）時其涵義為包括"原因性的質疑或詢問"。 | \| 距離 \| 英語 \| 主格/賓格 \| 疑問式主格 \| 領屬格 \| 處所格（I） \| 處所格（II） （存在的方位） \| \| --------------------- \| ----------------------------- \| -------------------- \| ---------- \| ------- \| ----------- \| --------------------------- \| \| 近（這） \| this （here） \| （i）mini \| paimini \| nimini \| dini \| aidini miadini \| \| 遠（那） \| that （there） \| （i）misiw （masia） \| paimisiw \| nimisiw \| disiw \| aidisiw \| \| 遠 （看得見/ 快到了） \| over there （on view） \| dua \| paidua \| <nidua> \| <didua> \| aididua miadua \| \| 更遠 （看不見） \| long distance （out of view） \| isia \| <paisia> \| nisia \| disia \| <aidisia> \| |                      |            |         |             |                             |
| 距離 | 英語 | 主格/賓格            | 疑問式主格 | 領屬格  | 處所格（I） | 處所格（II） （存在的方位） |
| 近（這） | this （here） | （i）mini            | paimini    | nimini  | dini        | aidini miadini              |
| 遠（那） | that （there） | （i）misiw （masia） | paimisiw   | nimisiw | disiw       | aidisiw                     |
| 遠 （看得見/ 快到了） | over there （on view） | dua                  | paidua     | <nidua> | <didua>     | aididua miadua              |
| 更遠 （看不見） | long distance （out of view） | isia                 | <paisia>   | nisia   | disia       | <aidisia>                   |

## 疑問代詞
疑問代詞有表人、表物、表場所，與表時間等之別。有/ima/，及/asay/等詞。且注意/asay/除了擁有自由變異的多種單詞外，它亦表述出多種語義。
| （1）.〖巴宰語疑問代詞形態及語義說明〗 - ima（who/singular）：單數、置句頭或句中；可直接接代詞/謂語：表人疑問代詞。Ima pai-misiw?（他是誰?）。/ima/置句中時表強調重心不在/ima/上.Mi-kita ima pai-siw?（你看到誰?）。重疊說詞<ima, ima>為強調"誰"之意.Ima, ima mamaleng ka magizem dadua.（看哪一個少年最強壯）。 - i'ima（who/plural）：複數、置句頭或句中；可直接接代詞/謂語：表人疑問代詞。I'ima pai-yamisiw?（那些（人）是誰?）。 - asay（what/where/K/A）：置句頭或句中；作為受詞用：表物疑問代詞。置句中時表強調重心不在/asay/上.Asin ka nisiw a asay?（Asin是你什麼人?）。而/sasay/sasain/asai/為/asay/的自由變異。Asay ki nisiw a ka-kan-en?（你吃什麼?）。Dalum a puhak ka pauzah di asay?（水的氣泡"來自哪裡"（如何產生）?/（puhak）為"氣泡"）。 - chaay（where/K）：置句頭、句中或句尾；作為受詞用：表人或物之疑問空間場所代詞。Isiw ukuazixa duila di chaay?（你昨天去哪裡?/（di）表"處所格"之格位標記）。 - ay（when/K）；/-ay/亦為未來式的主事後綴，一般置於句頭。/ay/子句，通常作為時間副詞子句。Ay pasian nasia ka, ana muhuliuk, yami a azem laula.（當有禁忌時別吹奏，我們的過年時也一樣/（yami a azem）可用屬格（niam a azem）替代）。Ay mubaza bibizu lai yaku ka.（當我學會了寫字/（lai）為（lia）的自由變異,（ka）為限定前述為主題句）。 | \| 標的 \| 疑問代詞 \| 英語 \| 備註 \| \| ------ \| ---------------------------- \| --------------------------- \| ---------------------------------------------------------------- \| \| 表人 \| ima（誰/單數） \| who \| 置句頭或句中；可直接接代詞/謂語. \| \| 表人 \| i'ima（誰/複數） \| who \| 置句頭或句中；可直接接代詞/謂語. \| \| 表事 \| asay （什麽/哪裡/K/A） \| what, where \| 置句頭或句中；作受詞用. \| \| 表場所 \| chaay（哪裡/K） \| where \| 置句頭、句中或句尾；作為受詞用. 前可加上"處所格"之格位標記（di） \| \| 表時間 \| ay（當…時（段）/K） \| when,during （past/future） \| 置於句頭,或謂語前.表當時之時間（段） /-ay/亦為未來式的主事後綴， \| \| 表時間 \| kasayan（何時） （ukasayan） \| when （future） \| 置句頭，獨立表語，表（未來式）. \| \| 表時間 \| nukuasayan（何時） \| when （past） \| 置句頭；獨立表語，表（過去式）. \| |                             |                                                                  |
| 標的 | 疑問代詞 | 英語                        | 備註                                                             |
| 表人 | ima（誰/單數） | who                         | 置句頭或句中；可直接接代詞/謂語.                                 |
| 表人 | i'ima（誰/複數） | who                         | 置句頭或句中；可直接接代詞/謂語.                                 |
| 表事 | asay （什麽/哪裡/K/A） | what, where                 | 置句頭或句中；作受詞用.                                          |
| 表場所 | chaay（哪裡/K） | where                       | 置句頭、句中或句尾；作為受詞用. 前可加上"處所格"之格位標記（di） |
| 表時間 | ay（當…時（段）/K） | when,during （past/future） | 置於句頭,或謂語前.表當時之時間（段） /-ay/亦為未來式的主事後綴， |
| 表時間 | kasayan（何時） （ukasayan） | when （future）             | 置句頭，獨立表語，表（未來式）.                                  |
| 表時間 | nukuasayan（何時） | when （past）               | 置句頭；獨立表語，表（過去式）.                                  |

## 參閲
- 巴宰語語法

## 外部連結
- ABVD: Pazih/Paul Jen-kuei Li, Shigeru Tsuchida
- 茄苳樹窠:巴宰語時間 - 樂多日誌
- 巴宰族歌謠
- 巴則海語（法人費羅禮（RaleighFerrell）於南投縣埔里鎮根據王伊底,潘阿敦之研究）
- YouTube上的Pazeh Works to Preserve Language（Pazih News）
- 噶哈巫 KAHABU （页面存档备份，存于）
- 噶哈巫語全球資訊網 （页面存档备份，存于）
- YouTube上的噶哈巫復振族語
- 臺灣原住民歷史語言文化大辭典網路版
- 中研院語言所<語言暨語言學>期刊目錄
- ABVD: Pazeh/Ferrell（1969）
- 政大原民語教文中心（含巴宰語）
- Ogawa's Vocabulary of Formosan Dialects/小川尚義「臺灣蕃語蒐録」
- Austronesian Comparative Dictionary （页面存档备份，存于）
- 原住民族族語線上詞典 （页面存档备份，存于）
- 臺灣原住民族語言學習 （页面存档备份，存于）
- 原住民族語言研究發展中心 （页面存档备份，存于）
- Alilin 原住民族電子書城 （页面存档备份，存于）
- 原住民族教育資訊網 （页面存档备份，存于）
- YouTube上的噶哈巫與巴宰族之差異
- YouTube上的找回巴宰語